# Agonum maculicolle
Agonum maculicolle är en skalbaggsart som beskrevs av Pierre François Marie Auguste Dejean. Agonum maculicolle ingår i släktet Agonum och familjen jordlöpare. Inga underarter finns listade i Catalogue of Life.